# كيسي فنسنت
كيسي فنسنت (بالإنجليزية: Casey Vincent) هو منافس ألعاب قوى أسترالي، ولد في 17 مارس 1979.

## وصلات خارجية
- كيسي فنسنت على موقع الاتحاد الدولي لألعاب القوى (الإنجليزية)
- كيسي فنسنت على موقع النتائج التاريخية لألعاب القوى الأسترالية (الإنجليزية)
- كيسي فنسنت على موقع أوليمبيديا (الإنجليزية)
- كيسي فنسنت على موقع اللجنة الأولمبية الأسترالية (الإنجليزية)